# Герб Германской империи
Императорский герб Германской империи — официальный государственный символ Германской империи. С 1897 года существовали три разновидности императорского герба: Большой герб, Средний герб и Малый герб.

## Описание Большого императорского герба

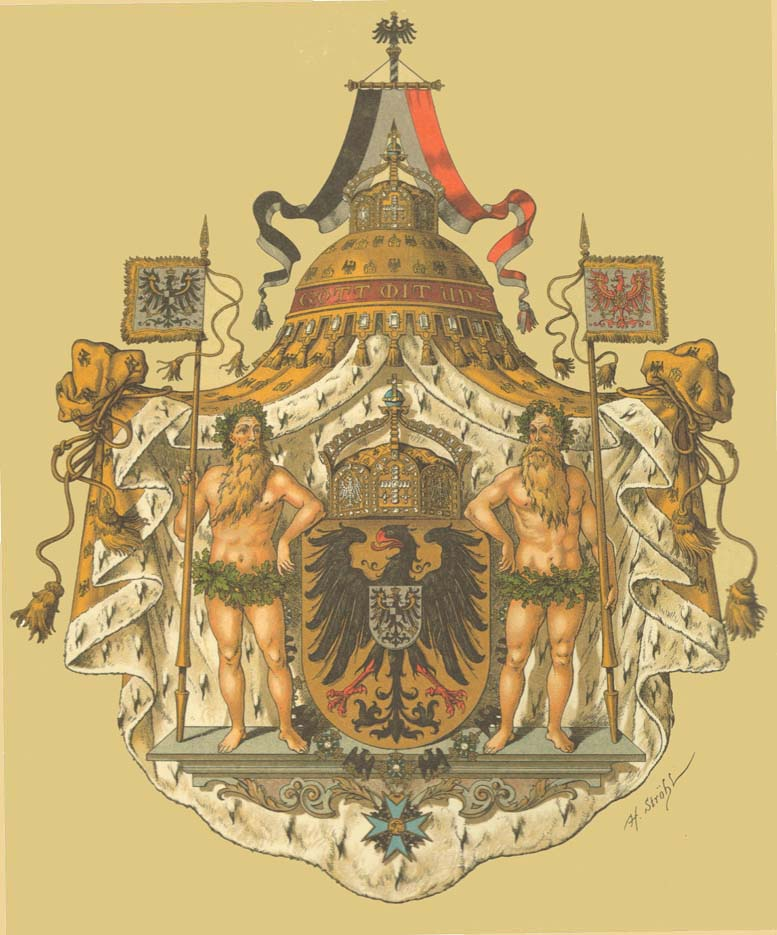
Большой императорский герб Германской империи (художник — Стрёль, Хьюго Герард), 1897 год

Щит, в золотом поле которого чёрный орёл с красными лапами, с серебряным щитком на груди. В щитке малый прусский орёл. Щит венчает императорская германская корона и окружает цепь ордена Чёрного орла.
Чёрный орёл с красными лапами и щитком с прусским орлом являлся малым гербом империи и главным элементом большого герба Германской империи: орёл в щите, вокруг щита цепь с Орденом Чёрного орла, над щитом — корона, по бокам — дикие люди с историческими штандартами Бранденбурга и Пруссии. Всё это располагалось на золотой сени подбитой горностаем с надписью «С нами Бог» (нем. Gott mit uns).
Орёл всегда занимал особое место в немецкой геральдике: самые ранние изображения орла как немецкой символики относятся к двенадцатому веку, то есть к эпохе правления императора Фридриха Барбароссы. На гербе Священной Римской империи, а позднее Австрийской империи также изображался двуглавый орёл на жёлтом фоне.

## Галерея гербов Германской империи

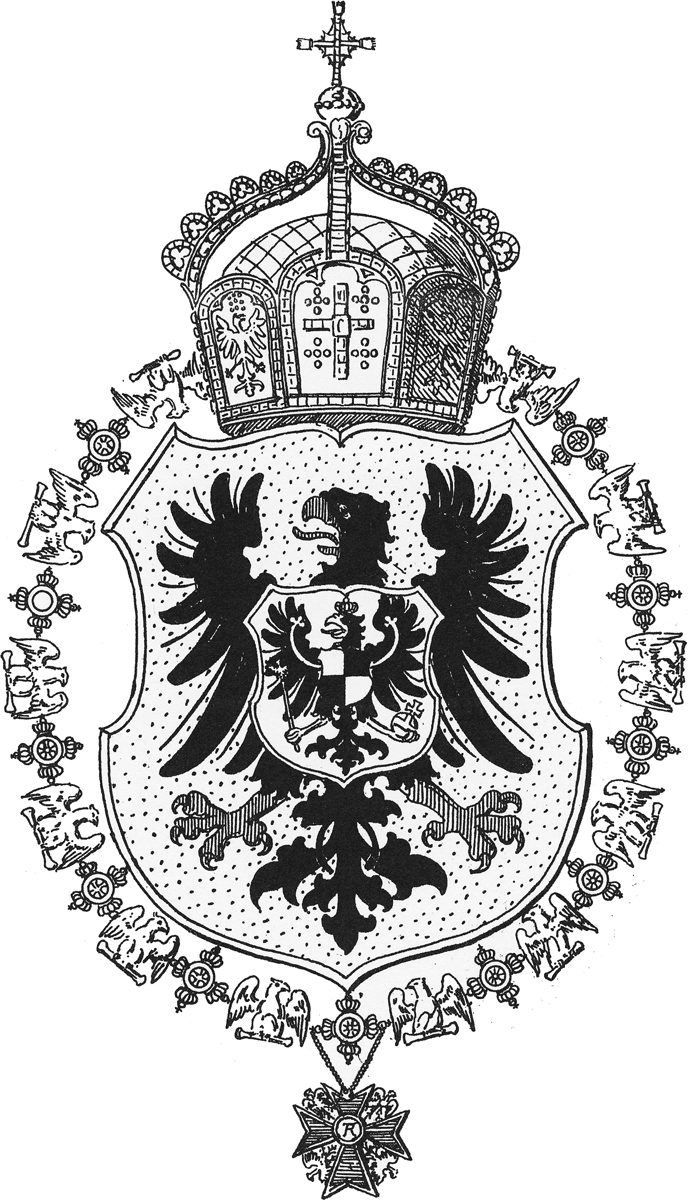
Германский государственный малый герб. (3 августа 1871—1888)
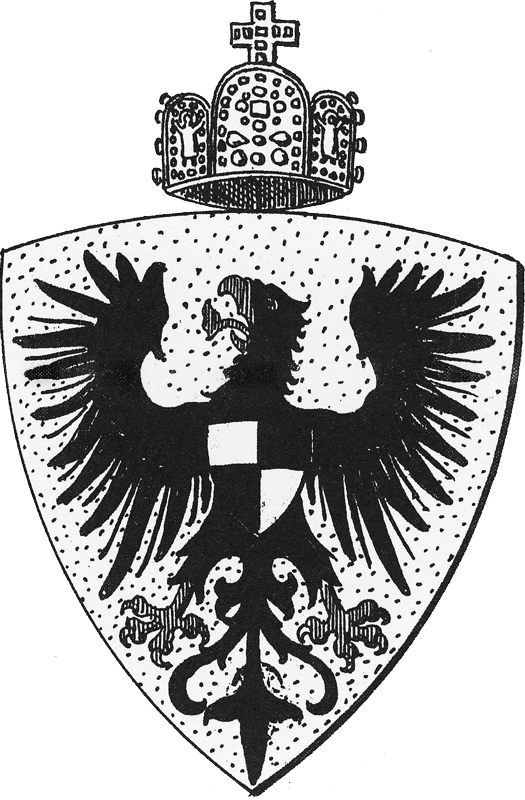
Германский государственный временный герб (27 апреля 1871 — 3 августа 1871)
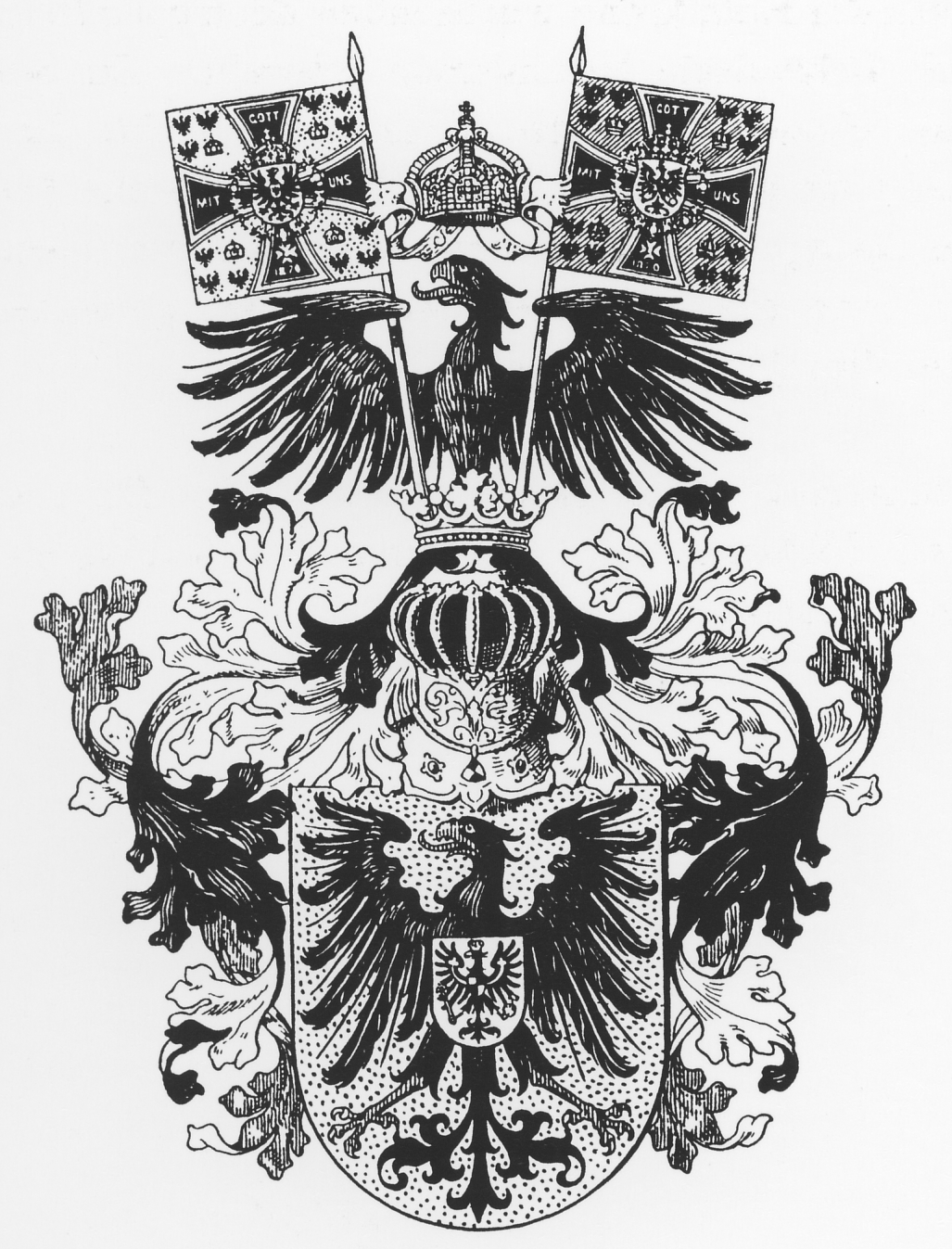
Герб Германского императора
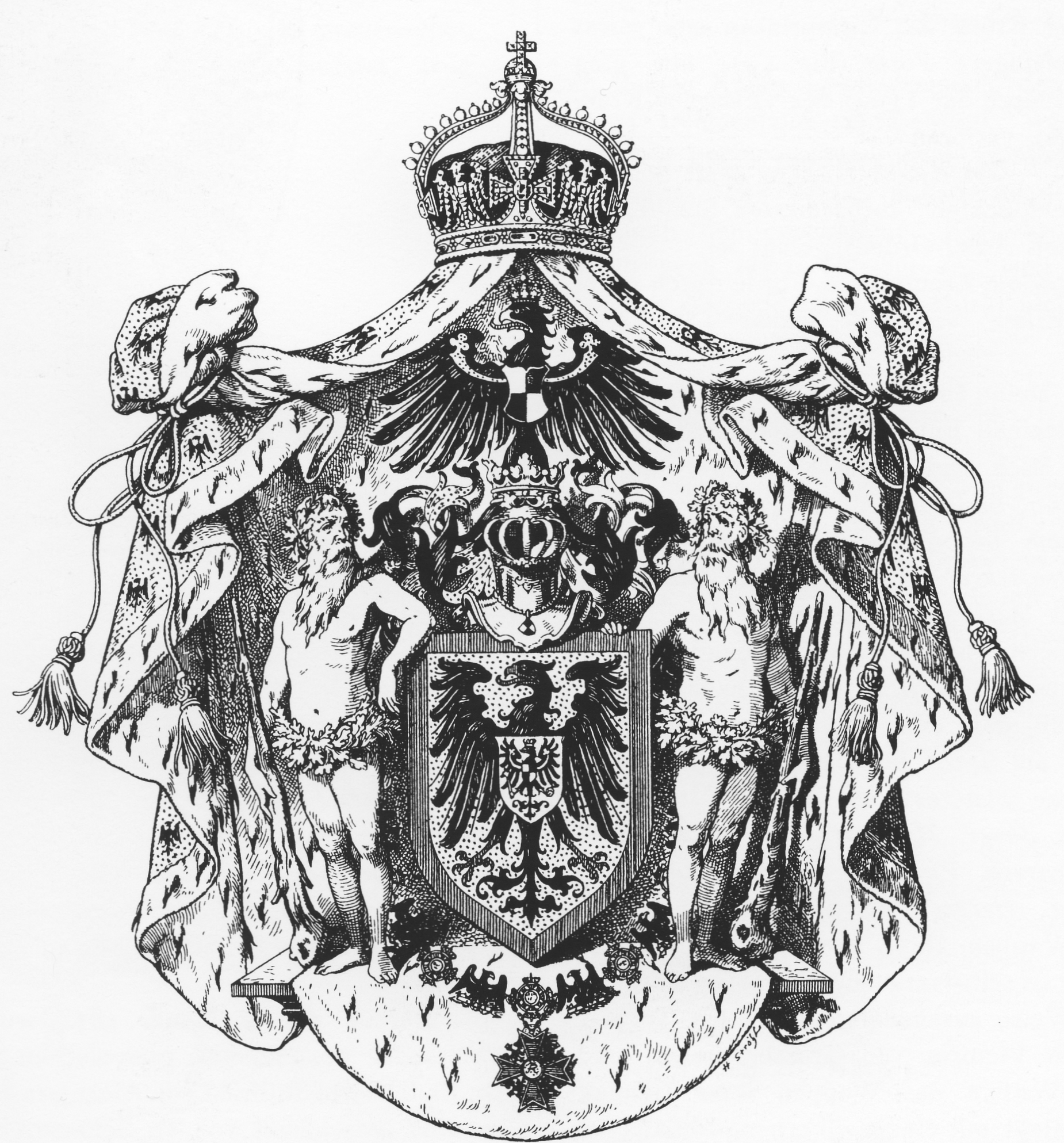
Герб Кронпринца Германского и Прусского